# Sky Corvair
Sky Corvair war eine US-amerikanische Emo-Band aus Chicago, Illinois.

## Bandgeschichte
Sky Corvair wurde 1994 von Tim Kinsella zusammen mit Musikern aus Braid und Gauge als Nebenprojekt gegründet. Die Band nahm 9 Songs auf und ging anschließend auf Tour. Ende 1994 verließ Mike Kinsella die Gruppe, um sich wieder mehr auf seine Band Cap’n Jazz zu konzentrieren. Daraufhin übernahm Alex J. Stisser den Gitarrenpart und weitere 3 Songs wurden eingespielt. Schließlich löste sich die Band Mitte 1995 auf. Die Musiker spielten daraufhin in Bands wie Braid, Joan of Arc und Traluma. Im Januar 1998 gaben die Gründungsmitglieder ein Konzert in der Fireside Bowl in Chicago. Zu diesem Zeitpunkt wurde auch ein Longplayer bei Actionboy Records mit allen 12 Songs veröffentlicht. Weitere gemeinsame Unternehmungen sind bislang ausgeblieben.

## Diskografie
Album
- 1998: Unsafe At Any Speed (Actionboy Records)

1. Astaire
2. Ethyl
3. Swallow Water
4. Congratulations, I’m Late
5. Dinky Rope Dog
6. Choking Tonic Soda
7. St. December
8. Fifth Grade Tender
9. Iris is Aching for a Day
10. Carpetbaggers
11. Peppermint Gas
12. Joy